# Jaroměřice nad Rokytnou
Jaroměřice nad Rokytnou (niem. Jaromeritz) − miasto w Czechach, w kraju Wysoczyna. Według danych z 31 grudnia 2003 r. powierzchnia miasta wynosiła 5 136 ha, a liczba jego mieszkańców 4 258 osób (2006). Miejscowość została założona w I połowie XII w., w dokumentach wzmiankowana była po raz pierwszy w 1325 r. Przez kolejne wieki własność rodów magnackich (Meziříčských, Rechenberków, Questenbergów, Kouniców). Ośrodek turystyczny i centrum kulturalne; od 1999 roku w mieście odbywa się Międzynarodowy Festiwal Sztuki pod patronatem światowej sławy słowackiego tenora Petera Dvorského.
Zachowane zabytki:
- Zamek Jaroměřice nad Rokytnou, narodowy zabytek kultury, jeden z najcenniejszych barokowych kompleksów pałacowych w Europie środkowej. Pierwszy zamek stanął w tym miejscu w okresie średniowiecza, po roku 1498 został przebudowany w stylu renesansowym. W latach 1700–1737 po raz kolejny przekomponowany (z wykorzystaniem poprzedniej budowli) prawdopodobnie przez architekta austriackiego Jakoba Prandtauera dla ówczesnego właściciela, hrabiego Jana Adama Questenberga, mecenasa i miłośnika sztuki. Na zamku działał wówczas teatr, orkiestra, chór. Hrabia Questenberg stworzył galerię obrazów oraz zgromadził cenne zbiory biblioteczne. Zamek udostępniony jest do zwiedzania, w jego wnętrzu prezentowane są barokowe i rokokowe meble, bogata kolekcja dawnych instrumentów muzycznych, obrazów, zegarów, porcelany itp.
- Połączony z zamkiem kościół św. Małgorzaty, barokowa budowla z I połowy XVIII wieku, kryta kopułą na planie elipsy (44 m wysokości). We wnętrzu znakomite przykłady rzeźby i malarstwa z XVIII wieku.
- Obok zamku znajduje się park w stylu francuskim, przechodzący w park w stylu angielskim położony nad rzeczką Rokitną (Rokytnou). Łączna powierzchnia parku to 9 ha.
- kaplica św. Józefa, barokowa, z 1701 roku
- Szpital i kaplica św. Katarzyny, barokowe, z 1672 roku
- Kolumna Najświętszej Trójcy z 1716 roku, barokowa, wzniesiona przez Jana Adama Questenberga, położona naprzeciw bramy zamkowej.

## Demografia
| Rok             | 1970  | 1980  | 1991  | 2001  | 2003  | 2006  |
| --------------- | ----- | ----- | ----- | ----- | ----- | ----- |
| Liczba ludności | 4 136 | 4 064 | 3 982 | 4 106 | 4 171 | 4 258 |

Źródło: Czeski Urząd Statystyczny